# Angèle Blot
Angèle Blot, née le 15 mai 1849 à Paris et morte le 27 janvier 1913 à Nice, est une harpiste, compositrice et professeure de musique française.

## Biographie
Angèle Athénaïs Blot naît à Paris le 15 mai 1849. Elle est la fille d'Eugène Blot, parfumeur, et de Françoise-Elisa Bestel. Elle est la cousine de Jules Levallois, dont elle fréquente le salon littéraire.
Élève de Théodore Labarre au Conservatoire national, elle obtient le deuxième prix en harpe lors du concours de 1869. Elle supplée Labarre lors de ses dernières années d'enseignement, avant son décès en 1870. En 1874, elle ouvre son propre cours de harpe, chez elle, au 26 rue Baudin, puis un second cours, gratuit, « afin de vulgariser l'excellente méthode de son professeur Théodore Labarre » et destiné aux « jeunes personnes déjà musiciennes ». Elle ouvre un autre cours l'année suivante, dans les locaux d'Érard, fabricant de pianos et de harpes. Au cours des années 1870-1880, elle joue régulièrement dans la salle de concert d'Érard, notamment pour faire entendre ses propres compositions,,. Elle donne un concert pour représenter les harpes Érard lors de l'Exposition universelle de 1878.
En 1881, elle accompagne la cantatrice Marie Sasse pour une tournée dans le centre de la France. Elle ouvre un nouveau cours de harpe en 1882, à l'École internationale de musique de Paris.
En 1884, elle est pressentie pour devenir professeure de harpe au Conservatoire, mais ce poste est finalement donné à Alphonse Hasselmans,.
Elle épouse le 15 octobre 1890 Antoine Raynaud, parfumeur et ancien maire de Levallois-Perret. Elle est qualifiée de « professeur de musique » et « officier d'académie » sur son acte de mariage.
Le journal Le Ménestrel la qualifie d'« excellente harpiste-compositeur », « chez qui le talent du virtuose est doublé de celui d'un compositeur élégant », et « une de nos artistes les plus connues et les plus aimées ». Dès 1874, le journal la compare à Félix Godefroid, jugeant que la harpe de Marie-Antoinette conservée au Musée du Conservatoire serait jouée « mieux encore par la belle et sympathique Angèle Blot » que par Godefroid. Le sculpteur Martial Adolphe Thabard expose son buste en terre cuite lors du Salon de 1884.
Angèle Blot meurt en 1913 à l'hôtel Régina de Nice. Veuve, elle lègue par testament aux Petites Sœurs des pauvres de Levallois-Perret la somme de 100 000 francs.

## Œuvre
Liste des œuvres répertoriées sur le site Présence Compositrices :

### Musique instrumentale
- Fantaisie pour la harpe sur des motifs de « Mignon », 1875. Partition sur Gallica.
- Le Rêve d'Ossian. Mélodie caractéristique pour harpe, opus 39, 1880.
- Marche des Amazones, opus 42, 1884.
- Voix des anges. Mélodie pour harpe, opus 40, 1884.
- Dans les montagnes. Rêveries pour violon avec accompagnement de piano, opus 46, 1885.
- Fantaisie héroïque, opus 50, 1886.

### Musique vocale
- Dis-moi pourquoi, 1883.
- L'Ange gardien, berceuse, 1883. Partition sur Gallica.
- Souvenir et Oubli, romance, 1883.
- Valse des papillons, opus 43, 1885.
- Sur sa lyre, mélodie grecque, ode d'Anacréon, opus 44, 1885. Paroles d'Auguste Lacaussade. Partition sur Gallica.
- Sommeil d'enfant, berceuse, opus 49, 1886. Paroles de Jean Aicard. Partition sur Gallica.
- À une fauvette, opus 51, 1886.

### Orchestre
- La Fanion ! Marche, 1882.